# Széll György (politikus)
Széll György (Makó, 1827. – Makó, 1910. április 22.) politikus, országgyűlési képviselő, Makó város polgármestere.

## Életpályája
Szülei: Széll István és Juhász Katalin voltak. Makón született, tanulmányait is itt végezte. Jól menő ügyvédi irodát alapított a Maros-parti városban, később Hódmezővásárhelyen és Orosházán gyakorolta hivatását. Az 1848–49-es forradalom és szabadságharcban végig a magyar oldalon harcolt, ami később jó politikai tőkét jelentett számára; első programbeszédét honvéd főhadnagyi ruhában mondta, fényes csizmában, kezében fokossal közlekedett a város utcáin. 1875-ben, majd hároméves ciklusa leteltével 1878-ban is Makó országgyűlési képviselőjének választották, az 1848-as párt tagja volt. Képviselői tevékenységét kritikával illették a vasútépítés ellenzéséért, illetve antiszemita megnyilvánulásaiért. Két ciklusa után politikusként megbukott, elhagyta a várost és Szegeden nyitott ügyvédi irodát.
Bő egy évtized elteltével többször is megpróbálkozott a makói közéletbe való visszatéréssel; végül 1895-ben polgármesterré választották; a posztot 1902-ig töltötte be. Városvezetői tevékenysége alatt leaszfaltozták a Széchenyi teret és nyolc belvárosi utcát. Miután az aszfaltozást általános rokonszenv kísérte, a munkálatok 15 újabb utcán folytatódtak. A tárgyalások eredményeképpen 1899. november 6-án megkezdődött az elektromos közvilágítás a városban. Felépült a takarékpénztár, a polgári leányiskola, a pénzügyi palota, a járásbíróság új épülete és az állami főgimnázium is. A honfoglalás millenniuma polgármesteri ciklusa idejére esett, ennek alkalmából hatalmas népünnepélyt rendeztek, a korabeli feljegyzések szerint 10 000 ember ünnepelt a vásártéren, ahol sült ökröt és bort osztottak. Polgármesterségével nagyobb megbecsülést és elismerést vívott ki magának, mint országgyűlési követi tevékenységével; ennek ellenére életének utolsó éveit nyomorban és elhagyatottan töltötte. Nyolcvanhárom éves korában hunyt el.